# Ischionodonta
Ischionodonta is een kevergeslacht uit de familie van de boktorren (Cerambycidae). De wetenschappelijke naam van het geslacht werd voor het eerst geldig gepubliceerd in 1859 door Chevrolat.

## Soorten
Ischionodonta omvat de volgende soorten:
- Ischionodonta amazona (Chevrolat, 1859)
- Ischionodonta brasiliensis (Chevrolat, 1859)
- Ischionodonta colombiana Napp & Marques, 1999
- Ischionodonta earina Napp & Marques, 1998
- Ischionodonta iridipennis (Chevrolat, 1859)
- Ischionodonta lansbergei (Lameere, 1884)
- Ischionodonta mexicana Giesbert & Chemsak, 1993
- Ischionodonta paraibensis Napp & Marques, 1998
- Ischionodonta platensis (Chevrolat, 1859)
- Ischionodonta pustulosa (White, 1855)
- Ischionodonta rufomarginata (Fisher, 1937)
- Ischionodonta semirubra (Burmeister, 1865)
- Ischionodonta serratula Napp & Marques, 1999
- Ischionodonta serripes (Bates, 1872)
- Ischionodonta smaragdina (Martins & Napp, 1989)
- Ischionodonta spinicornis (Zajciw, 1970)
- Ischionodonta torquata (Chevrolat, 1859)
- Ischionodonta versicolor (Chevrolat, 1859)
- Ischionodonta viridinigra Napp & Marques, 1998